# Belgiens Grand Prix 1976
Belgiens Grand Prix 1976 var det femte av 16 lopp ingående i formel 1-VM 1976.  

## Resultat
1. Niki Lauda, Ferrari, 9 poäng
2. Clay Regazzoni, Ferrari, 6
3. Jacques Laffite, Ligier-Matra, 4
4. Jody Scheckter, Tyrrell-Ford, 3
5. Alan Jones, Surtees-Ford, 2
6. Jochen Mass, McLaren-Ford, 1
7. John Watson, Penske-Ford
8. Larry Perkins, Boro-Ford
9. Jean-Pierre Jarier, Shadow-Ford
10. Tom Pryce, Shadow-Ford
11. Michel Leclère, Wolf-Williams-Ford
12. Loris Kessel, RAM (Brabham-Ford)

### Förare som bröt loppet
- Brett Lunger, Surtees-Ford (varv 62, elsystem)
- Carlos Pace, Brabham-Alfa Romeo (58, elsystem)
- Chris Amon, Ensign-Ford (51, olycka)
- James Hunt, McLaren-Ford (35, växellåda)
- Hans-Joachim Stuck, March-Ford (33, upphängning)
- Harald Ertl, Hesketh-Ford (31, motor)
- Patrick Depailler, Tyrrell-Ford (29, motor)
- Mario Andretti, Lotus-Ford (28, bakaxel)
- Patrick Nève, RAM (Brabham-Ford) (26, bakaxel)
- Arturo Merzario March-Ford (21, motor)
- Carlos Reutemann, Brabham-Alfa Romeo (17, motor)
- Ronnie Peterson, March-Ford (16, olycka)
- Gunnar Nilsson, Lotus-Ford (7, olycka)
- Vittorio Brambilla, March-Ford (6, bakaxel)

### Förare som ej kvalificerade sig
- Emerson Fittipaldi, Fittipaldi-Ford
- Jacky Ickx, Wolf-Williams-Ford
- Guy Edwards, Hesketh-Ford